# Bradlecká Lhota
Bradlecká Lhota – gmina w Czechach, w powiecie Semily, w kraju libereckim. Według danych z dnia 1 stycznia 2013 liczyła 230 mieszkańców.